# Costanzo Ciano
Pour les articles homonymes, voir Ciano.
Costanzo Ciano (1876-1939), comte de Cortellazzo, est un amiral et homme politique italien. Il est notamment ministre des Communications et président de la Chambre des faisceaux et des corporations en 1939. Il est le père de Galeazzo Ciano, ministre des Affaires étrangères et gendre de Mussolini.

## Biographie

### Carrière militaire
Il intègre l'Académie navale de Livourne à l'âge de 15 ans en 1891 et atteint le grade d'enseigne de vaisseau le 16 juillet 1896 et celui de lieutenant de vaisseau en 1901.
Il participe à la guerre italo-turque entre 1911 et 1912 comme commandant du vapeur Siracusa, un transporteur de matériel.
Durant la Première Guerre mondiale, alors que les grosses unités des flottes italienne et austro-hongroise restent dans leurs ports de l'Adriatique, barricadées par le barrage d'Otrante, se cantonnant dans un rôle de flotte en puissance (fleet in being), Costanzo Ciano, alors capitaine de corvette, est un ardent partisan de l'offensive surprise avec des moyens légers (dans l'esprit des théories très controversées de la « jeune école » de l'amiral et ministre Théophile Aube).
Commandant d'une unité de vedettes lance-torpilles MAS, ultra rapides et légères, il applique ses idées lors d'un raid audacieux mais sans résultats stratégiques sur le port militaire slovène de Bakar (Buccari en italien) qui est passé à la postérité comme la beffa di Buccari (Le camouflet de Buccari). Au cours de ce raid auquel participaient aussi le capitaine de corvette Luigi Rizzo et surtout le poète Gabriele d'Annunzio, les MAS pénètrent les défenses du port mais leurs torpilles, mal réglées, exploseront dans les quais sans couler de navires autrichiens.
Toutefois, D'Annunzio, en propagandiste habile, exploite cette action pour remonter le moral de l'armée italienne, empêtrée dans une harassante guerre de positions sur les fronts du Piave et de l'Isonzo.
Par la suite, Luigi Rizzo, commandant la minuscule MAS 15 coule l'énorme cuirassé austro-hongrois Szent Istvan devant l'île de Premuda le 10 juin 1918, tandis que son équipier, l'enseigne de vaisseau Aonzo, échoue à couler le cuirassé Teghettoff à bord duquel se trouvait l'amiral Miklós Horthy, alors commandant en chef de la flotte austro-hongroise.
À la suite de ces actions, la popularité de Costanzo Ciano, promu capitaine de vaisseau, décoré et fait comte de Buccari par le roi Victor-Emmanuel III, dans l'Italie d'après 1918 sera très grande et il la mettra au service des arditi del popolo de D'Annunzio et des fascistes de Mussolini, notamment le 3 août 1922 où, à la tête d'une bande d'émeutiers fascistes emmenés par Dino Perrone Compagni, il prendra d'assaut la mairie de Livourne pour en renverser le conseil municipal (socialiste) légalement élu.

### Carrière politique
Très proche de Benito Mussolini, il fut anobli par le roi Victor-Emmanuel III. Après avoir fait partie du gouvernement Mussolini, il est président du Parlement fasciste, la Chambre des députés, puis la Chambre des faisceaux et des corporations en 1939. La première fois le 28 avril 1934. Il a été aussi l'éditeur du journal de Livourne Il Telegrafo.
Ses deux frères, Alessandro et Arturo, firent aussi carrière au sein de l'État fasciste en tant que hiérarques mineurs et il a été estimé que la famille Ciano se constitua un patrimoine équivalent à 700 millions d'euros actuels durant le ventennio (les vingt années de l'époque fasciste).
Une telle proéminence facilita l'ascension de son fils Galeazzo, très carriériste, vers les sommets du pouvoir, auxquels il accéda en épousant la fille de Mussolini, Edda.

## Anecdotes
Connu pour sa voracité à table et sa diction hachée, Costanzo Ciano était surnommé Ganascia (la « mâchoire ») par les Livournais.
Sur l'île de Santo Stefano, abandonnée depuis 1943, se trouve toujours la tête de sa statue, représentée en marin et coiffée d'un suroît. La statue commandée par le gouvernement fasciste aurait dû mesurer 13 mètres et faire partie du musée de la famille Ciano près de Livourne.

## Distinctions honorifiques
- Chevalier de l'ordre suprême de la Très Sainte Annonciade - 1937
- Chevalier grand-croix de l'ordre des Saints-Maurice-et-Lazare - 1937
- Chevalier grand-croix de l'ordre de la Couronne d'Italie - 1937
- Commandeur de l'ordre militaire de Savoie - 13 janvier 1919[3]
- Chevalier grand-croix de l'ordre de Pie IX - 10 mars 1932
- Chevalier grand-croix magistrale de l'ordre souverain de Malte - 23 mars 1926

Décorations et récompenses pour mérites de guerre
- Médaille d'argent de la valeur militaire - Haute Adriatique, avril-mai 1916
- Médaille d'argent de la valeur militaire - Haute Adriatique, 1916
- Médaille d'argent de la valeur militaire - Haute Adriatique, novembre 1916
- Médaille d'argent de la valeur militaire - Venise, 1917
- Médaille de bronze de la valeur militaire - Haute Adriatique, 1917
- Médaille d'or de la valeur militaire

« À la tête d'un escadron de MAS, il a parcouru quatre-vingt-dix milles dans les mers ennemies, se frayant un chemin dans d'étroits chenaux sinueux, passant par des goulets d'étranglement barricadés défendus par l'artillerie, atteignant le but de lancer les six torpilles de ses trois unités contre des navires s'abritant dans la partie la plus profonde d'un mouillage ennemi armé. Il revient ensuite sur ses pas, s'exposant ainsi à la réaction de l'ennemi, ce qui, par mer, terre et air, est facile, naturel et sûr sur le chemin du retour. Buccari, 10-11 février 1918. » - 31 octobre 1923
- Médaille commémorative de la guerre italo-autrichienne 1915-1918
- Médaille commémorative de l'Unité italienne
- Médaille italienne de la Victoire interalliée

- Promotion au rang de capitaine de navire (Buccari, 1918) ;
- Insigne pour les blessés de guerre.

## Sources
- (it) Cet article est partiellement ou en totalité issu de l’article de Wikipédia en italien intitulé « Costanzo Ciano » (voir la liste des auteurs).